# Ɵ
Der Buchstabe Ɵ (kleingeschrieben ɵ) ist ein Buchstabe des lateinischen Schriftsystems, bestehend aus einem O/o mit Querstrich. 1929 wurde er mit der Einführung des lateinischen Alphabets in der aserbaidschanischen und der jakutischen Sprache für den Laut œ verwendet. Bei der Einführung des kyrillischen Alphabets 1939 wurde der Buchstabe in beiden Sprachen als Ө übernommen. Bei der Wiedereinführung des lateinischen Alphabets in Aserbaidschan 1991 wurde er schließlich durch das türkische Ö ersetzt. Das Jakutische verwendet weiterhin das modifizierte kyrillische Alphabet mit Ɵ.
Im internationalen phonetischen Alphabet steht der Buchstabe für den gerundeten halbgeschlossenen Zentralvokal. Er wurde auch in das Afrika-Alphabet übernommen und für diesen Laut verwendet, doch der Buchstabe wurde dort inzwischen wieder abgeschafft.

## Darstellung auf dem Computer
Unicode enthält den Großbuchstaben Ɵ im Unicodeblock Lateinisch, erweitert-B am Codepunkt U+019F und den Kleinbuchstaben ɵ im Unicodeblock IPA-Erweiterungen am Codepunkt U+0275.

## Formale Ähnlichkeiten mit anderen Buchstaben
- dem kyrillischen Buchstaben Fita (Ѳ), der seit 1918 nicht mehr verwendet wird
- dem griechischen Buchstaben Theta (Θ)
- dem IPA-Zeichen ɵ